# 赵持满
赵持满（？—659年），唐朝官员，天水郡新县（今甘肃省天水市秦州区）人，赵慈景弟弟赵慈皓之子，长孙诠的外甥。
赵持满工于书法、善于射箭，力搏猛虎，走逐奔马；仁厚下士，多所结交，京师不分贵贱都敬爱他。担任为凉州都督府长史，逐野马，从后面射它，没有不洞穿胸腋的，边地人深深畏服。赵持满从母为韩瑗之妻，其舅驸马都尉长孙铨，是太尉长孙无忌之族弟。长孙无忌被许敬宗诬陷，长孙铨流放到巂州。许敬宗怕赵持满发难，诬害他和长孙无忌同反，驿召至京师，下狱，拷讯时，说：“身可杀，辞不可更！”狱吏代他写下认罪的状子结奏。显庆四年五月戊戌，凉州都督长史赵持满被杀。陈尸城西，亲戚不敢看视。他的友人王方翼叹道：“栾布哭彭越，是大义；周文王葬枯骨，是至仁。绝友之义，蔽主之仁，何以事君？”于是为他收尸，具礼安葬。金吾将王方翼弹劾下狱，唐高宗听说後而嘉叹，不怪罪王方翼。